# Sinocarum filicinum
Sinocarum filicinum är en flockblommig växtart som beskrevs av H.Wolff. Sinocarum filicinum ingår i släktet Sinocarum och familjen flockblommiga växter. Inga underarter finns listade i Catalogue of Life.